# Basilio I de Bulgaria
Basilio (en búlgaro: Василий I Български fl. 1186-1232) fue el primer patriarca de la iglesia ortodoxa de Bulgaria luego de la restauración del patriarcado de Tarnovo. Basilio coronó a Iván Asen I y consagró la iglesia de san Demetrio en Tarnovo.